# دالتون ترامبو
جیمز دالتون ترامبو (به انگلیسی: James Dalton Trumbo) فیلم‌نامه‌نویس، رمان‌نویس و فیلمساز آمریکایی متولد ۱۹۰۵ در کلرادو بود.
ترامبو شناخته‌شده‌ترین عضو گروه «ده تای هالیوود» از نویسندگان هالیوودی است که در دورهٔ مک‌کارتیسم در لیست سیاه قرار گرفتند.

## زندگی‌نامه
در سن شانزده سالگی به لوس آنجلس رفته و در یک نانوایی به عنوان کارگر مشغول می‌شود. پس از مدتی به نویسندگی روی آورده و به عنوان نویسنده آزاد کار هنری اش را آغاز می‌کند. ترامبو کار سناریونویسی را از سال ۱۹۳۶ با فیلم "گروه جاوه" که فیلم بی اهمیتی بود شروع می‌کند و بعد از سال ۱۹۳۷ تا ۱۹۴۱ برای کمپانی "آر. ک. او" کار می‌کند. چند سناریو می‌نویسد و در طول جنگ بهترین سناریوهایش را برای "مترو گلدوین مایر" می‌نگارد که مشهورترین آن‌ها " سی ثانیه بر فراز توکیو" به کارگردانی مروین لیروی در سال ۱۹۴۴ می‌باشد. او همکاری با "مترو گلدوین مایر" را که از ۱۹۴۰ آغاز کرده بود تا سال ۱۹۴۵ ادامه می‌دهد.
بعد از جنگ در ۱۹۵۰ نام دالتون ترامبو به علت شرکت در حزب کمونیست ایالات متحده آمریکا، در لیست سیاه قرار می‌گیرد و بعد از محکومیت سناریوهایی با اسامی مستعار می‌نویسد که یکی از آن‌ها به نام "کودکان قهرمان" با نام مستعار "رابرت ریچ" در سال ۱۹۵۷ اسکار بهترین سناریو را به دست‌آورد.
ترامبو، با سابقه‌ای طولانی در مبارزه علیه سانسور و به نفع حقوق اتحادیه‌ای، از سال ۱۹۴۳ تا ۱۹۴۸ عضو حزب کمونیست بود. در سال ۱۹۴۷، در برابر «کمیتهٔ فعالیت‌های خلاف شئونات امریکایی» مجلس، از پاسخ دادن به سؤال‌ها خودداری کرد و به زندان رفت. از سال ۱۹۴۷ تا ۱۹۶۰ در لیست سیاه هالیوود قرار گرفت و با تبعیدی خودخواسته به مکزیک مهاجرت کرد و به نوشتن فیلمنامه با نام‌های مستعار پرداخت. در سال ۱۹۶۰ اتو پرمینجر اعلام کرد که ترامبو را برای نوشتن فیلمنامهٔ هجرت استخدام کرده و بدین ترتیب، لیست سیاه اعتبارش را از دست داد.
بعد از آن دو سناریوی دیگر به نام "کابوی" (دلمر دیوس، ۱۹۵۸) و "آخرین قطار گان هیل" (جان استرجز، ۱۹۵۹) را با اسامی مستعار می‌نویسد در پی این موفقیت است که یک سال بعد کرک داگلاس نوشتن سناریوی "اسپارتاکوس" را به او محول می‌کند و نام واقعی وی را در عناوین فیلم ذکر می‌کند. از این تاریخ دورهٔ تازه‌ای در زندگی "ترامبو شروع می‌شود و طی سال‌های ۱۹۶۰ سناریوی چند فیلم مهم را به رشتهٔ تحریر در می‌آورد که از میان آنها می‌توان "اکسدوس" (اتو پرمینجر، ۱۹۶۰)، "آخرین غروب (رابرت آلدریچ، ۱۹۶۱) و شجاعان تنها هستند (دیوید میلر، ۱۹۶۲) را نام برد. چند سناریو نیز با همکاری دیگران می‌نویسد که مهمترین آنها "مرغ دریایی"، "هاوایی" و "سوارکاران" است.
در سال ۱۹۷۱ بعد از سال‌ها تلاش ناامیدانه سرانجام رمان معروف خود "جانی تفنگش را برداشت" برندهٔ جایزهٔ پرفروش‌ترین کتاب آمریکایی (در سال ۱۹۳۹) را جلوی دوربین می‌برد. این فیلم به عنوان اولین کار ترامبو در مقام کارگردان مورد تحسین و تأیید منتقدان قرار می‌گیرد، با این حال وی هرگز این تجربه را تکرار نمی‌کند.
سناریوی "پاپیون" (فرانکلین جی شافنر، ۱۹۷۳) یکی از آخرین کارهای دالتون ترامبو بود.
ترامبو در اواخر عمرش در سال ۱۹۷۰ کتاب "مکالمهٔ اضافی: نامه‌های دالتو ترامبو ۶۲-۱۹۴۲" را به عنوان زندگی‌نامه خود منتشر می‌کند. دالتون ترامبو سرانجام بعد از ۷۱ سال تلاش پرثمر در سال ۱۹۷۶ بدرود حیات گفت. همسر و سه فرزند، بازماندگان او هستند.
کتاب‌های وی شامل کتاب ضد جنگ و بسیار معروفش «جانی تفنگش را برداشت» (۱۹۳۹) که برندهٔ «جایزهٔ ملی کتاب» شد و «گفت‌وشنودی دیگر» (۱۹۷۰) می‌باشد. فیلمنامه‌های معتبر وی عبارتند از: «مردی برای به یاد سپردن»، «کیتی فویل»، «سی ثانیه بر فراز توکیو»، «با شهامت» (برندهٔ جایزهٔ فرهنگستان)، «اسپارتاکوس»، «شجاعان تنهایند»، «کار چاق‌کن»، و «پاپیون». برای کارگردانی و نمایشنامه «جانی تفنگش را برداشت» برنده جایزه منتقدان بین‌المللی فیلم و جایزه ویژهٔ فستیوال فیلم کن شد.

## فیلمشناسی
- مرد بیاد ماندنی (۱۹۳۸)
- خانهٔ دختران (۱۹۳۹)
- صورت حساب طلاق (۱۹۴۰)
- تو به من تعلق داری (۱۹۴۱)
- آندروی برجسته (۱۹۴۲)
- رفیق مهربان (۱۹۴۳)
- پسری به اسم جو (۱۹۴۴)
- سی ثانیه بر فراز توکیو (۱۹۴۴)
- حسادت (۱۹۴۵)
- تعطیلات در رم (۱۹۵۳)
- اکسدوس (۱۹۶۰)
- اسپارتاکوس (۱۹۶۱)
- آخرین غروب (۱۹۶۱)
- شجاعان تنها هستند (۱۹۶۲)
- مرغ دریایی (۱۹۶۵)
- هاوایی (۱۹۶۶)
- کارچاق کن (در تهران: مرد سرنوشت) (۱۹۶۸)
- سوارکاران (۱۹۷۱)
- جانی تفنگش را برداشت (۱۹۷۱)
- پاپیون (۱۹۷۳)